# Казе Барони (Потенца)
Казе Барони (итал. Case Baroni) је насеље у Италији у округу Потенца, региону Базиликата.
Према процени из 2011. у насељу је живело 31 становника. Насеље се налази на надморској висини од 1018 м.